# Добыча полезных ископаемых в России
Добыча полезных ископаемых в России — отрасль российской промышленности.
Россия занимает одно из ведущих мест в мире по добыче и экспорту сырой нефти и природного газа.
В России добываются многие виды минерального сырья: нефть, природный газ, уголь, железная руда, апатиты, калийные соли, фосфориты, алмазы и др.
Объём валовой добавленной стоимости в добыче полезных ископаемых — 3,1 трлн руб (2009 г.). Доля добывающей промышленности в ВВП России — 11,54 % (2018 г.).
В июле 2024 годам правительство РФ утвердило обновленную Стратегию развития минерально-сырьевой базы до 2050 года. В ней обозначены базовый и целевой сценарии развития минерально-сырьевого комплекса России. Первый подразумевает сохранение запасов и показателей добычи полезных ископаемых, второй —  наращивание минерально-сырьевой базы, чтобы покрывать увеличивающийся спрос на полезные ископаемые. Для реализации последнего запланировано открытие ряд новых месторождений, часть из которых на Дальнем Востоке и Арктике.  Также в Стратегии обозначено существенное сокращение зависимости от иностранных поставок, в частности, марганца, хрома и титана.
В 2024 году Россия занимала по добыче золота и алмазов — 2 место в мире, нефти — 2-3 место, железной руды — 5 место, угля, урана и медной руды — 6 место. В 2006 году в РФ был побит советский рекорд по добыче газа, в 2018 — угля. С момента распада СССР добыча нефти в РФ выросла на 70%, угля на 80%, золота на 250%.

## Топливно-энергетические полезные ископаемые

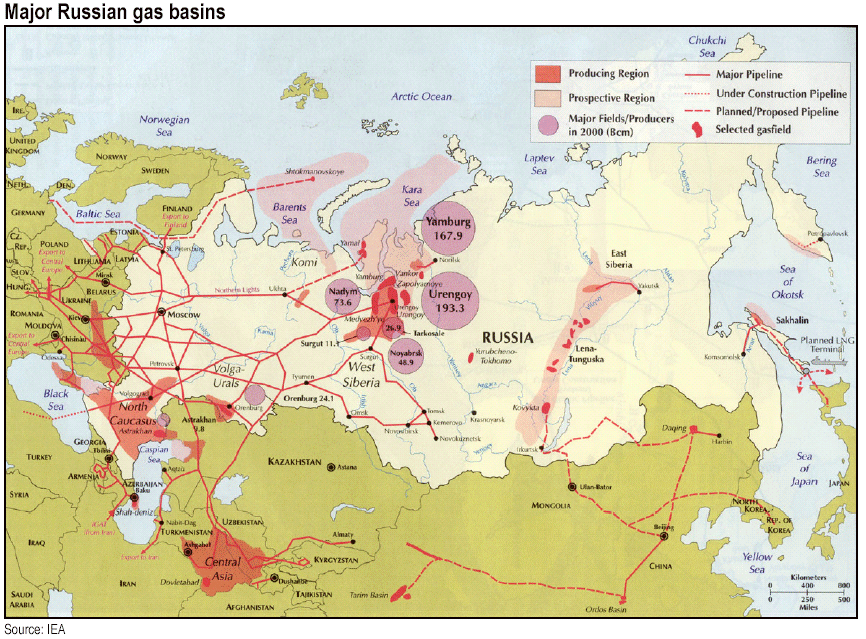
Основные газовые бассейны (данные МЭА)

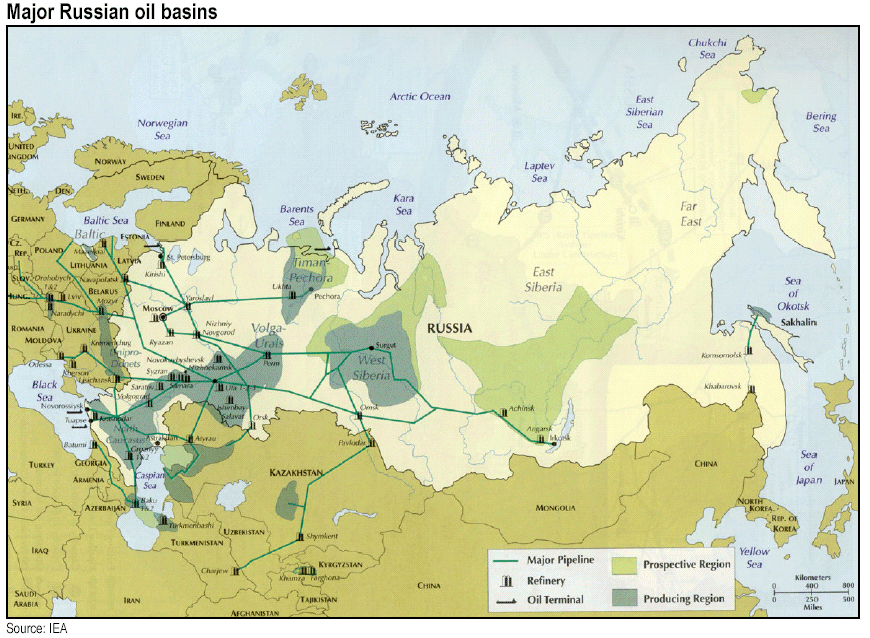
Основные нефтяные бассейны

### Нефть
Основным районом добычи нефти и природного газа является Западно-Сибирская равнина.
В 2009 году в России было добыто 494 млн тонн нефти (рост 1,2 %); 2-е место в мире.
В 2010 году в России было добыто 505 млн тонн нефти (рост 2,1 %).
В 2012 году добыто 518 млн тонн нефти (рост 1,5 %); поступило на переработку 218 млн тонн (рост 3,5 %).
Крупнейшие нефтегазодобывающие компании России:
- Газпром;
- Роснефть;
- Лукойл;
- ТНК-BP;
- Сургутнефтегаз;
- Газпром нефть;
- Татнефть;
- Славнефть;
- Башнефть;
- Новатэк.

### Природный газ
Россия, наряду с США, занимает лидирующее положение в мире в добыче газа.
Газ внутренним потребителям поставляется через 220 региональных газораспределительных организаций. На территории России расположено 24 хранилища природного газа. Протяжённость магистральных газопроводов в стране составляет 155 тыс. км.
В 2005 году в России было добыто 548 млрд м³ природного газа; внутренним потребителям было поставлено 307 млрд м³.
В 2009 году было добыто 586 млрд м³ природного газа. В этом году США впервые обогнали Россию не только по объёму добытого газа (624 млрд м³ против 582,3 млрд м³), но и по объёму добычи товарного газа, то есть идущего на продажу контрагентам; это объясняется ростом добычи сланцевого газа (т. н. сланцевая революция).
В 2010 году в России было добыто 647 млрд м³ млрд кубометров природного и попутного газа (рост 11,4 %). В этом году Россия, нарастив добычу, вернула себе лидерство в объёмах добываемого газа. США же, напротив, снизили добычу до 619 млрд м³.
В 2011 году добыча газа составила 670,5 млрд м³.
По сравнению с 2023 годом в 2024 году Россия увеличила добычу газа на 7,6% до 685 млрд м³..

### Уголь
Становление угольной промышленности в России относится к первой четверти XIX в., когда уже были открыты основные угольные бассейны.
Крупнейшие угледобывающие компании (добыча угля в 2004 году):
- СУЭК — 74,5 млн тонн;
- Кузбассразрезуголь — 39,3 млн тонн;
- Южкузбассуголь — 18,1 млн тонн;
- Южный Кузбасс — 15,6 млн тонн;
- Распадская;
- СИБПЛАЗ;
- Мечел;
- Сибуглемет;
- Евраз.

Самой крупной компанией по добыванию угля с 1997 года является «Сибирская угольная энергетическая компания».
Запасы угля в России
В России сосредоточено 5,5 % мировых запасов угля, что составляет более 200 млрд тонн. Такая разница с процентом доказанных запасов угля на 2006 год обусловлена тем, что большая часть не пригодна к разработке, так как находится в Сибири в области вечной мерзлоты. 70 % приходится на запасы бурого угля.
Крупнейшие перспективные месторождения:
- Эльгинское месторождение на юго-востоке Республики Саха (Якутия), в 415 км к востоку от города Нерюнгри. Площадь месторождения 246 км². Месторождение представлено мощными (до 17 метров) пологими пластами с перекрывающими отложениями небольшой мощности, что очень выгодно для организации добычи открытым способом. Эльгинский уголь можно обогатить до высших мировых стандартов и получить экспортный коксующийся уголь высокого качества.
- Элегестское месторождение (Тыва) обладает запасами около 1 млрд т коксующегося угля дефицитной марки «Ж» (общий объём запасов оценивается в 20 млрд т). 80 % запасов находится в одном пласте толщиной 6,4 м (лучшие шахты Кузбасса работают в пластах толщиной 2—3 метра, в Воркуте уголь добывают из пластов тоньше 1 метра).

## Металлические руды

### Руды черных металлов

#### Железо
Наиболее важные районы добычи железной руды: Курская и Белгородская области, где расположена  Курская магнитная аномалия и добывается свыше 60% российского объёма железной руды, месторождения Урала (в Челябинской и Свердловской областях), Карелии и Мурманской области (18%).
Одной из крупнейших железнорудных добывающих компаний в России является Металлоинвест. Эта компания, по состоянию на декабрь 2021 года, также, обладала крупнейшими в мире подтверждёнными запасами железной руды.

### Руды цветных металлов

#### Медь
На территории страны преобладают медно-порфировые месторождения. Ещё одна отличительная особенность: бо́льшую долю металла извлекают в качестве попутного полезного ископаемого при освоении компактно расположенных сульфидно-никелевых месторождений, сосредоточенных в пределах Таймырской и Кольской провинций.
Основные месторождения медных руд в России сосредоточены на Урале, в Восточной Сибири и на Северном Кавказе. 
К списку основных уральских месторождений, находящихся в Свердловской области, относятся – Кировоградское, Ревдинское, Дегтярское и Красноуральское.
Самое крупное и уникальное медное месторождение России, которое расположено в Забайкальском крае и известно как Удоканское месторождение: открыто в 1949 году, запас медной руды составляет примерно 24,6 млн т (третье место в мире). Порода Удоканского месторождения представляет собой медные печанники, руды практически монометальные медные и содержат лишь не большую примесь серебра. Уникальность данного месторождения проявляется в том, что минеральный состав добываемой руды характеризуется исключительным постоянством. 
С 15 февраля 2006 г. эксплуатируется Удоканская опытно-промышленная установка (ОПУ), включает горно-обогатительное и гидрометаллургическое оборудование для переработки руд цветных, черных, редких, благородных металлов для получения товарных продуктов. В 2008 году права на разработку месторождения получила компания "Удоканская медь" (входит в USM Алишера Усманова) 12 сентября 2023 года  в рамках Восточного экономического форума состоялся запуск обогатительной фабрики на месторождении с участием Президента России В. В. Путина. В результате на предприятии получили первый медный концентрат.
К уникальным в мировом масштабе месторождениям относятся Талнахское и Октябрьское месторождения медно-никелевых руд; многие геологи считают Октябрьское месторождение продолжением единого Талнахского месторождения.
Дегтярское месторождение (г. Дегтярск) расположенно в Уральском медно-колчеданном поясе. Открыто в 1888 году, введено в промышленную разработку с 1914 года.  Главный рудный минерал – пирит. Месторождение разрабатывалось подземным способом, но было закрыто из-за нерентабельности, хотя руда в них не была выработана.
Всего по состоянию на 2020 год в РФ насчитывается 48 месторождений, на которых получают медь.
Добычей металла  занимается 10 компаний; из них выделяется так называемая «Большая тройка», которая производит рафинированную медь: ГМК «Норникель», «Уральская горно-металлургическая компания» (УГМК) и «Русская медная компания».
При этом, ккаждая из компаний специализируется на «своём» типе месторождения: «Норникель» добывает медно-никелевые руды, залегающие в недрах Норильского рудного района и Кольского полуострова; медно-колчеданные месторождения преимущественно находятся под контролем УГМК, а медно-порфировые месторождения разрабатывает «Русская медная компания».

#### Литий
В России собственная добыча лития была полностью утрачена после распада СССР, но в 2017 году Россия запустила экспериментальную установку, позволяющую добывать литий из бедных руд с небольшими затратами.
На 2020 г. доля России в общемировом производстве — 2–3 %.
Запасы: см. Литий#Месторождения

### Драгоценные и редкие металлы

Крупнейшие золотоносные месторождения России, по состоянию на 2017 год

Золото: добыча золота в России в 2019 году составила 310 тонн.
Серебро:
Платина:
Палладий: 

### Радиоактивные элементы

#### Уран
В России основным урановорудным регионом является Забайкалье. На месторождении в Читинской области (около города Краснокаменск) добывается около 93 % российского урана. Добычу осуществляет шахтным способом «Приаргунское производственное горно-химическое объединение» (ППГХО), входящее в состав ОАО «Атомредметзолото» (Урановый холдинг). Остальные 7 % получают методом подземного выщелачивания ЗАО «Далур» (Курганская область) и ОАО «Хиагда» (Бурятия).
Полученные руды и урановый концентрат перерабатываются на Чепецком механическом заводе.
По годовому производству урана (около 3,3 тыс. т.) Россия занимает 4-е место после Казахстана. Годовое же потребление урана в России составляет 16 тыс. т и складывается из расходов на собственные АЭС в объёме 5,2 тыс. т, а также на экспорт тепловыделяющих средств (5,5 тыс. т) и низкообогащённого урана (6 тыс. т).

## Нерудные полезные ископаемые
Россия обладает богатыми запасами нерудных полезных ископаемых.
Общие запасы песка в России около 1,5 млрд тонн, в СФО запасов около 30% 450 млн тонн. Основные районы добычи песка в России - Азовское море и Ленинградская область.

## Драгоценные и полудрагоценные камни

### Алмазы
Промышленные месторождения алмазов в России связаны с кимберлитовыми и лампроитовыми трубками, приуроченными к древним кратонам.

#### История добычи алмазов в России
В России первый алмаз был найден 4 июля 1829 года на Урале в Пермской губернии на Крестовоздвиженском золотом прииске четырнадцатилетним крепостным Павлом Поповым, который нашёл кристалл, промывая золото в шлиховом лотке. За полукаратный кристалл Павел получил вольную. Павел привёл учёных, участников экспедиции немецкого учёного Александра Гумбольдта, на то место, где он нашёл первый алмаз (сейчас это место называется Алмазный ключик (по одноимённому источнику) и расположено приблизительно в 1 км от пос. Промысла́ недалеко от старой автомобильной дороги, связывающей посёлки Промысла́ и Тёплая Гора Горнозаводского района Пермского края), и там было найдено ещё два небольших кристалла. За 28 лет дальнейших поисков был найден только 131 алмаз общим весом в 60 карат.
Первый алмаз в Сибири был намыт также из шлиха неподалёку от города Енисейска в ноябре 1897 года на реке Мельничной. Размер алмаза составлял 2/3 карата. Из-за малого размера обнаруженного алмаза, и недостатка финансирования разведка алмазов не велась. Следующий алмаз был обнаружен в Сибири в 1948 году.
Поиск алмазов в России вёлся почти полтора века, и только в середине 1950-х годов были открыты богатейшие коренные месторождения алмазов в Якутии.
21 августа 1954 года геолог Лариса Попугаева открыла первую кимберлитовую трубку за пределами Южной Африки. Её название было символично — «Зарница».
Следующей стала трубка «Мир», что тоже было символично после Великой Отечественной войны. Была открыта трубка «Удачная». Такие открытия послужили началом промышленной добычи алмазов на территории СССР. На данный момент львиная доля добываемых в России алмазов приходится на якутские горнообрабатывающие комбинаты. Кроме того, крупные месторождения алмазов находятся на территории Красновишерского района Пермского края, и в Архангельской области: месторождение им. Ломоносова на территории Приморского района и месторождение Месторождение им Гриба на территории Мезенского района.
Первые промышленные алмазы были получены в 1957 году. АК «Алмазы России-Саха» была создана на базе предприятий алмазной промышленности бывшего СССР (ПНО «Якуталмаз») в 1992 году.
В 2001 году между «Алроса» и международной корпорацией De Beers, монополистом мирового алмазного рынка было заключено соглашение о сотрудничестве сроком до 2006 года, в соответствии с которым De Beers получала монопольное право на продажу алмазов «АЛРОСЫ» за границей на сумму $800 млн ежегодно. Затем действие данного договора было продлено, а в декабре 2008 года его действие было прекращено: с 2009 года «АЛРОСА» продаёт алмазы за рубежом самостоятельно.

#### Современное состояние
По оценке компании «Де Бирс», в 2004 году добыча алмазов (в стоимостном выражении) в России составила $2 млрд.
По данным Кимберлийского процесса, по состоянию на 2017 год Россия остаётся крупнейшим производителем алмазов в мире. Добыча алмазов в стране в 2017 году выросла на 15 %, до $4,11 млрд в денежном выражении, и на 6 % до 42,6 млн карат в количественном выражении.
В настоящее время основной алмазодобывающей компанией в России является АЛРОСА. По данным на 2010 год, АЛРОСА являлась крупнейшей в мире компанией по добыче алмазов.
Группа «Алроса» добывает 97 % всех алмазов России, доля добычи алмазов на мировом рынке в стоимостном выражении — 25 %. В 2010 году добыча алмазов составила 34,3 млн карат. В 2009 году добыча алмазов группы «АЛРОСА» в стоимостном выражении составила (с учётом дочерних предприятий ОАО «АЛРОСА — Нюрба», ОАО «Алмазы Анабара» и ОАО «Севералмаз») 2092,8 млн долл. США; реализовано основной продукции на 2152,2 млн долл. США, бриллиантов — на 60,4 млн долл. США.
Выручка компании по РСБУ за 2010 год — 96,8 млрд руб. (за 2009 год — 63,8 млрд руб.), чистая прибыль — 8,8 млрд руб. (2,3 млрд руб.).
В 2022 году объём продажи алмазов в ЕС составил 1,52 млрд долларов США. Ряд стран пытался заблокировать покупку алмазов у России, но предложение было заблокировано Бельгией, являющейся крупнейшим мировым центром торговли алмазами.
За первые шесть месяцев 2024 года РФ увеличила экспорт алмазов в Индию на 22% год к году до 4,1 млн каратов. По итогам года планируется, что поставки вырастут в 1,5 раза и достигнут 10 млн каратов.

## Трудовые ресурсы и зарплаты
Средняя номинальная заработная плата в сфере добычи полезных ископаемых — 80 838 руб/мес (2018).
Средняя начисленная заработная плата в сфере добычи полезных ископаемых (кроме топливно-энергетических) — 25 361 руб/мес (март 2010).
В 2008 году среднегодовая численность занятых в сфере добычи полезных ископаемых в России составляла 1,04 млн человек.